# Амстердам (остров, Индийский океан)
Амстерда́м (фр. Amsterdam) — остров в Индийском океане, входящий в состав Французских Южных и Антарктических территорий.
Остров находится примерно на одинаковом расстоянии от берегов Антарктиды, Австралии и Африки. На острове расположен одноименный вулкан.
В 91 километре к югу от острова расположен небольшой необитаемый островок Сен-Поль, составляющий вместе с островом Амстердам и прилегающими к ним скалами архипелаг Амстердам.

## География

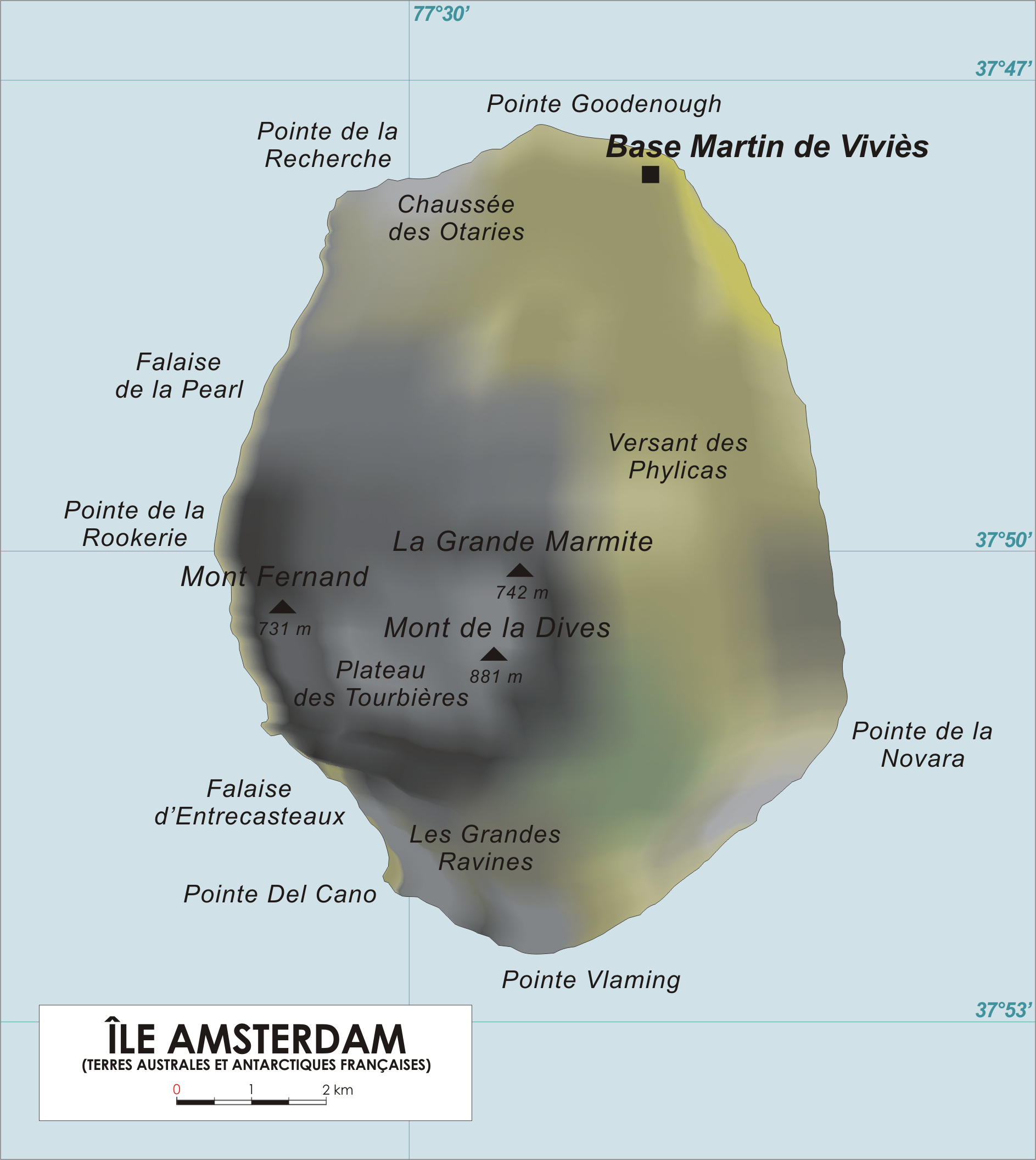
Остров Амстердам

Остров Амстердам — вулканический остров (последнее извержение было в 1792 году) площадью 58 км². Высшая точка острова (Гора Див) находится на высоте 867 метров над уровнем моря.

## Климат
Несмотря на то, что остров расположен ближе к экватору, нежели к Южному полюсу, его часто относят к субантарктическим островам.
Климат субтропический морской: температура самых холодных месяцев (июль и август) — около 11 °C, самого тёплого (февраль) — 17,5 °C.
На острове произрастает множество деревьев, хотя до начала освоения здесь росла лишь трава и несколько видов кустарников; присутствуют колонии пингвинов, тюленей и морских птиц. Также раньше жили коровы, завезённые сюда человеком.
| Показатель                             | Янв. | Фев. | Март | Апр.  | Май   | Июнь  | Июль  | Авг. | Сен. | Окт. | Нояб. | Дек. | Год    |
| -------------------------------------- | ---- | ---- | ---- | ----- | ----- | ----- | ----- | ---- | ---- | ---- | ----- | ---- | ------ |
| Абсолютный максимум, °C                | 26,4 | 26,0 | 25,0 | 24,0  | 21,0  | 19,0  | 19,0  | 20,0 | 19,0 | 19,0 | 21,3  | 26,0 | 26,4   |
| Средний суточный максимум, °C          | 19,7 | 20,1 | 19,2 | 17,6  | 15,7  | 14,3  | 13,5  | 13,5 | 14,0 | 14,7 | 16,1  | 18,2 | 16,3   |
| Средняя температура, °C                | 17,1 | 17,5 | 16,8 | 15,5  | 13,7  | 12,4  | 11,7  | 11,5 | 11,9 | 12,5 | 13,8  | 15,7 | 14,1   |
| Средний суточный минимум, °C           | 14,5 | 14,9 | 14,4 | 13,3  | 11,8  | 10,5  | 9,7   | 9,5  | 9,8  | 10,2 | 11,4  | 13,2 | 11,9   |
| Абсолютный минимум, °C                 | 9,4  | 8,8  | 7,8  | 6,4   | 3,8   | 3,7   | 2,0   | 2,8  | 4,0  | 4,4  | 4,9   | 7,8  | 2,0    |
| Норма осадков, мм                      | 76,5 | 66,4 | 98,7 | 102,3 | 123,9 | 118,6 | 101,1 | 87,1 | 87,8 | 88,7 | 82,2  | 78,2 | 1110,2 |
| Источник: Le climat à Martin de Viviès |      |      |      |       |       |       |       |      |      |      |       |      |        |

## История
Остров был открыт 18 марта 1522 года во время первого кругосветного плавания испанским капитаном Х. С. Элькано, который по неизвестной причине не дал острову названия. В честь города Амстердама остров назвал голландец А. ван Димен в 1633 году — Новый Амстердам.
Острова Сен-Поль и Амстердам были необитаемы, когда капитан Адам Мерославский (поляк по происхождению), предложил губернатору острова Бурбон овладеть ими от имени Франции, что и было осуществлено в 1843 году. Первоначально Мерославский провозгласил его своей собственностью и собрался вывесить там польский флаг. Однако вследствие протестов Великобритании официальный Париж пошёл на уступки. Лишь в 1892 году французский военный корабль, достигнув островов Сен-Поль и Амстердам, вторично объявил об их принадлежности Франции.
6 августа 1955 года французский парламент принял закон, по которому «остров Сен-Поль, остров Амстердам, архипелаг Крозе, архипелаг Кергелен и Земля Адели являются французскими заморскими территориями и именуются французскими владениями в Антарктике».
Путешественники, посетившие остров в XVIII веке, отмечали, что он на ¼ был покрыт густыми лесами. Однако после того, как в 1871 году на остров завезли 5 коров, экосистема острова была нарушена. В 1988 году одичавших коров насчитывалось 2000 голов, а леса были практически уничтожены. Остались лишь единицы местного эндемика Phylica arborea в труднодоступных горных районах. В 1992 году на севере острова был построен загон с барьером из колючей проволоки, куда загнали весь скот. В 2010 году всё поголовье коров было уничтожено.
Ведется работа по восстановлению лесного покрова острова. Тысячи саженцев, выращенных из семян Phylica arborea, ежегодно высаживаются в различных районах острова. Общая площадь новых посадок превышает 10 га.

## Население
На острове находится единственное постоянное поселение Французских Южных и Антарктических территорий — Мартен-де-Вивье с численностью около 40 человек.
Одновременно на острове в зависимости от сезона проживают от 100 до 300 человек. В основном это члены научных экспедиций и работники метеорологической станции.

## В литературе
Остров расположен на 37° южной широты, поэтому был описан (правда, весьма неточно) в знаменитом романе Жюля Верна «Дети капитана Гранта».